# Malaga Port
Malaga Port är en hamn i Spanien.   Den ligger i provinsen Provincia de Málaga och regionen Andalusien, i den södra delen av landet, 400 km söder om huvudstaden Madrid. Malaga Port ligger 4 meter över havet. Närmaste större samhälle är Málaga, 0,54 km norr om Malaga Port. 